# Rufo Ganuza
Rufo Ganuza Txasko (Vitoria, 12 de abril de 1968) es un montañero, fotógrafo y escritor español.
Buscando nuevas rutas de montaña con interés naturalístico ha escrito, con la ayuda de su esposa Alicia Sanz de Acedo, desde 2001 varias guías de montaña para la editorial El Senderista, dentro de la colección «Las mejores excursiones por...». También ha colaborado con revistas como Gure Mendiak y Avnia y emisoras de radio como Onda Vasca y Hala Bedi Irratia.
Relacionado con la fotografía, ha realizado audiovisuales para el Club de Montaña Vitoria: «El Pirineo Navarro» (2002) y «La Sierra de Cameros» (2004), así como para la Fundación Caja Vital, dentro de las Jornadas de Alta Montaña: «La magia de la alta montaña ibérica» (2006) y «El Pirineo Occidental: la montaña amable» (2009). Unido a estas últimas, impartió charlas técnicas para la Fundación Estadio S.D.: «El rastro del hielo en Urbión y la Demanda» y «Huella humana en los valles de Ansó y Hecho».

## Obras
- El Pirineo Navarro (2001, El Senderista)
- Tierra de Cameros (2002, El Senderista)
- Sierra de la Demanda (2004, El Senderista)
- Sierras de Urbión, Neila y Cebollera (2005, El Senderista)
- Sierras de Urbasa, Andia, Lokiz y Codés (2007, El Senderista)
- Valles de Ansó, Hecho, Aragüés y Aísa (2009, El Senderista)
- El Moncayo y las Bardenas (2010, El Senderista)
- Montañas de Euskadi (2011, El Senderista)[2][3]